# آرثر ماركس
آرثر ماركس (بالإنجليزية: Arthur Marx)‏ هو لاعب كرة مضرب وكاتب ومؤلف وكاتب سيناريو أمريكي، ولد في 21 يوليو 1921 في نيويورك في الولايات المتحدة، وتوفي في 14 أبريل 2011 في لوس أنجلوس في الولايات المتحدة.

## وصلات خارجية
- آرثر ماركس على موقع IMDb (الإنجليزية)
- آرثر ماركس على موقع قاعدة بيانات برودواي على الإنترنت (الإنجليزية)
- آرثر ماركس على موقع قاعدة بيانات الفيلم (الإنجليزية)